# Championnat des Flandres 2005
La 90e édition du Championnat des Flandres (en néerlandais Kampioenschap van Vlaanderen) a eu lieu le 16 septembre 2005. La course fait partie du calendrier UCI Europe Tour 2005 en catégorie 1.1. Elle est remportée par l'Ouzbek Sergueï Lagoutine (Landbouwkrediet-Colnago) qui a parcouru les 182,5 kilomètres en 4 h 14. Il est suivi à dix secondes par le Belge Andy De Smet (Skil-Moser) et par le Kazakh Assan Bazayev (Capec).

## Équipes
| Équipes continentales professionnelles (3)- Landbouwkrediet-Colnago - Shimano-Memory Corp - Chocolade Jacques-T-Interim Équipes continentales (4)- Rabobank Continental - Skil-Moser - Capec - Jartazi Revor |
| |

## Classement général
La course est remportée par l'Ouzbek Sergueï Lagoutine (Landbouwkrediet-Colnago) qui a parcouru les 182,5 kilomètres en 4 h 14, soit à une vitesse moyenne de 43,11 kilomètres par heure. Il est suivi à dix secondes par le Belge Andy De Smet (Skil-Moser) et par le Kazakh Assan Bazayev (Capec). Sur les 187 coureurs qui prennent le départ, seuls trente-et-un finissent la course.
| \| Classement général \| Classement général \| Classement général \| Classement général \| Classement général \| \| Coureur \| Coureur \| Pays \| Équipe \| Temps \| \| ------------------ \| ------------------- \| ------------------ \| --------------------------- \| ------------------ \| \| 1er \| Sergueï Lagoutine \| Ouzbekistan \| Landbouwkrediet-Colnago \| 4 h 14 min 00 s \| \| 2e \| Andy De Smet \| Belgique \| \| + 10 s \| \| 3e \| Assan Bazayev \| Kazakhstan \| Capec \| + 10 s \| \| 4e \| Nico Mattan \| Belgique \| Davitamon-Lotto \| + 21 s \| \| 5e \| Wouter Van Mechelen \| Belgique \| Chocolade Jacques-T-Interim \| + 38 s \| \| 6e \| Kevin Van Impe \| Belgique \| Chocolade Jacques-T-Interim \| + 49 s \| \| 7e \| Peter Ronsse \| Belgique \| Jartazi Revor \| + 1 min 06 s \| \| 8e \| Laurens ten Dam \| Pays-Bas \| Shimano-Memory Corp \| + 1 min 10 s \| \| 9e \| Steven Caethoven \| Belgique \| Chocolade Jacques-T-Interim \| + 2 min 01 s \| \| 10e \| Remco van der Ven \| Pays-Bas \| Rabobank Continental \| + 2 min 01 s \| |                     |             |                             |                 |
| |                     |             |                             |                 |
| Sources : ProCyclingStats Cycling Quotient Cycling Archives |                     |             |                             |                 |
| Classement général |                     |             |                             |                 |
| Coureur | Coureur             | Pays        | Équipe                      | Temps           |
| 1er | Sergueï Lagoutine   | Ouzbekistan | Landbouwkrediet-Colnago     | 4 h 14 min 00 s |
| 2e | Andy De Smet        | Belgique    |                             | + 10 s          |
| 3e | Assan Bazayev       | Kazakhstan  | Capec                       | + 10 s          |
| 4e | Nico Mattan         | Belgique    | Davitamon-Lotto             | + 21 s          |
| 5e | Wouter Van Mechelen | Belgique    | Chocolade Jacques-T-Interim | + 38 s          |
| 6e | Kevin Van Impe      | Belgique    | Chocolade Jacques-T-Interim | + 49 s          |
| 7e | Peter Ronsse        | Belgique    | Jartazi Revor               | + 1 min 06 s    |
| 8e | Laurens ten Dam     | Pays-Bas    | Shimano-Memory Corp         | + 1 min 10 s    |
| 9e | Steven Caethoven    | Belgique    | Chocolade Jacques-T-Interim | + 2 min 01 s    |
| 10e | Remco van der Ven   | Pays-Bas    | Rabobank Continental        | + 2 min 01 s    |